# Сенья
Сенья (норв. Senja) — другий за розмірами острів у Норвегії (без урахування Шпіцбергену) у фюльке Трумс. Займає площу 1,59 тис.км². Входить до переліку найцікавіших природних пам'яток Скандинавії. Острів відомий також як центр любительського рибальства на півночі Норвегії.

## Географічне положення
Острів розташовано на півночі Норвегії, і омивається водами Норвезького моря. Від континентальної частини материка відділений протокою Воґс-Фьорд, яка у найвужчому місці має ширину в 55 метрів. Міст Гісунд з'єднує острів із материковою Норвегією. Острів лежить по середині берегової лінії фюльке Трумс. Найбільші міста: Берґс, Ґрюнлефьорд та Фіннснес. На острові мешкає 7697 осіб (2013) — переважно норвежці та саами.

## Природне середовище
Середня висота острова — 480 метрів над рівнем моря, а найвищою точкою є гора Брейдтінден, біля міста Берґ (1017 метрів). Берегова лінія острова дуже посічена, багато півостровів глибоко врізаються в море, і створюють безліч бухт. Найбільш нерівномірною є берегова лінія із західної і північно-західної сторони острова.
З боку океану домінують скелясті плоскогір'я, в той час як з материкової сторони більш випаженими є масиви лісу. Це пояснюється тим, що в ході атмосферної циркуляції, з боку Атлантичного океану приходить вологе і водночас холодне повітря, яке не сприяє активній вегетації. Східна ж частина острова захищена від цих повітряних мас невисоким нагір'ям.

## Туристичні об'єкти
На острові Сенья є Національний парк Ондерален (займає 75% площі острова), відомий як центр любительської риболовлі на Півночі Норвегії. Тут є 7 риболовних артілей, традиційних для цього краю. Також Сенья відомий будиночком Сеньянського троля.
Наймальовничішою бухтою Сеньї є Берґсфіорден, що на північному заході острова. Щорічно «Мініатюрну Норвегію» відвідує безліч туристів. Епітет «Мініатюрна Норвегія» використовується виключно по відношенні саме до острова Сенья, оскільки тут сконцентровані майже всі природні особливості, що притаманні усій країні.

## Галерея

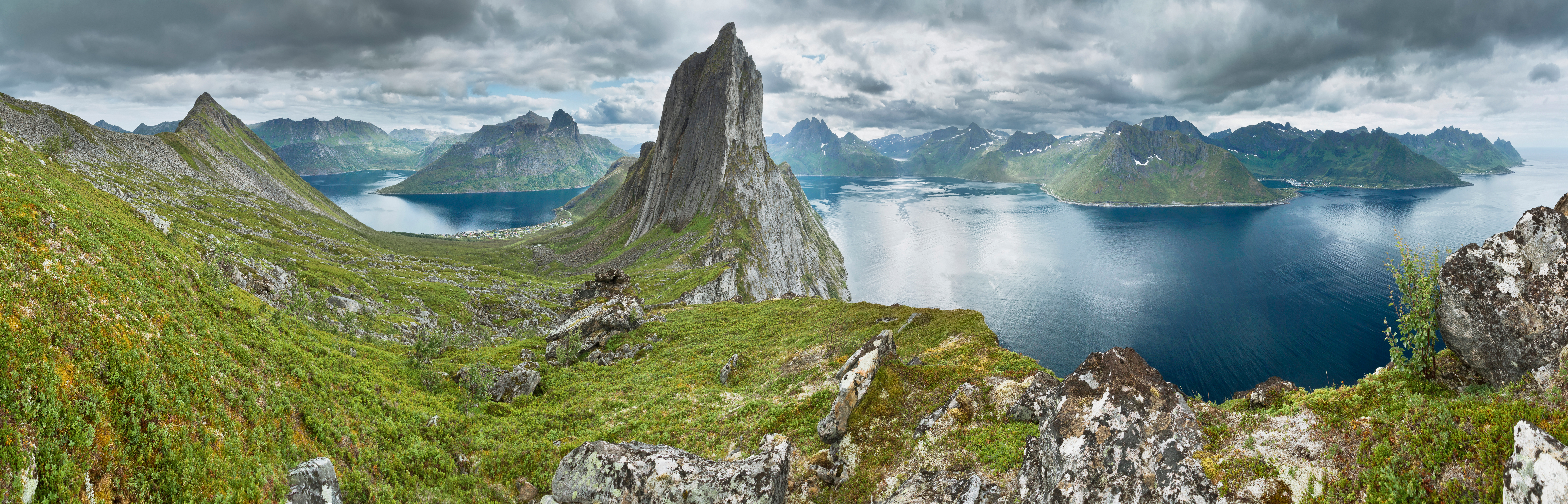
Краєвиди острова Сенья

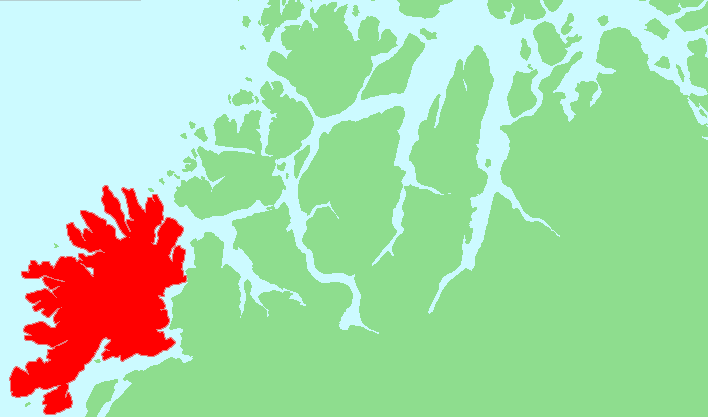
Острів Сенья
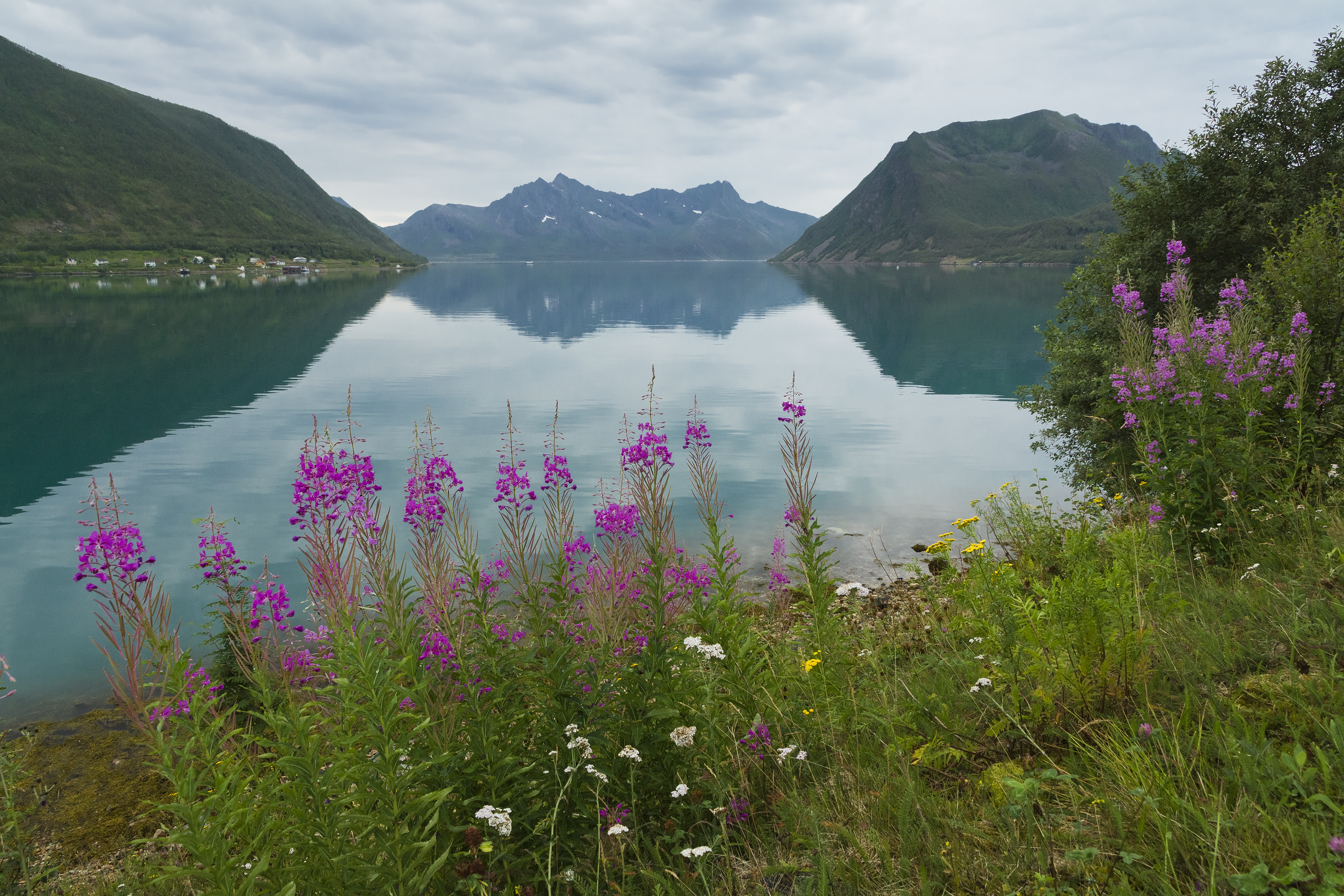
Сіфіорд на острові Сенья
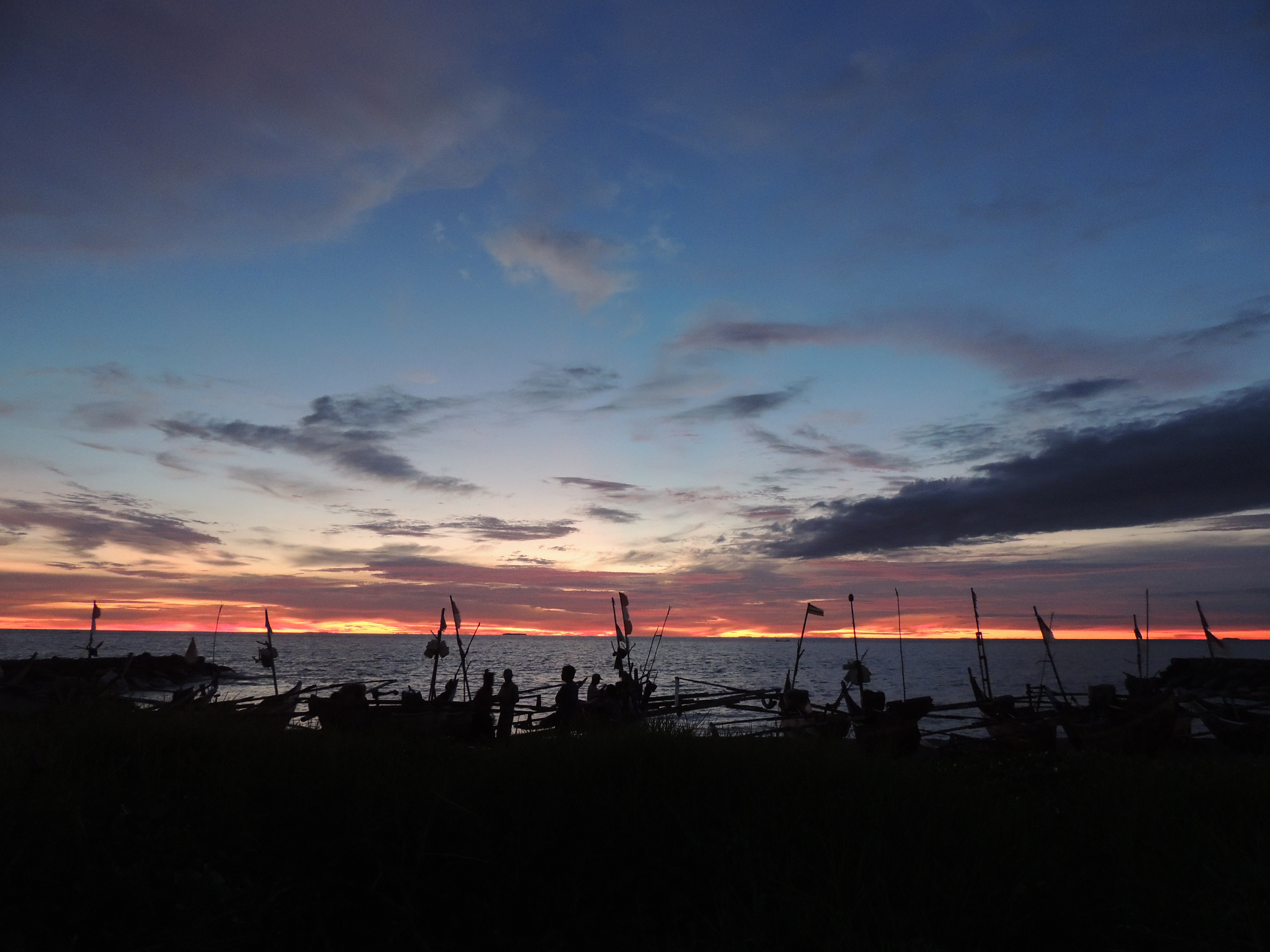
Захід сонця